# Claire Burger
Claire Burger, nascuda el 1978 a Forbach, és una directora i guionista francesa de cinema.
El seu segon llargmetratge, C'est ça l'amour va guanyar el Premi al Millor Director a la Giornate degli Autori de la Mostra de Cinema de Venècia de 2018. El seu primer llargmetratge, Party Girl, codirigida amb Marie Amachoukeli i Samuel Theis, va guanyar la Camera d'or al 67è Festival Internacional de Cinema de Canes. La pel·lícula també va ser nominada als Premis César en les categories millor primera pel·lícula i millor muntatge. El seu curtmetratge C'est gratuit pour les filles, codirigit amb Marie Amachoukeli, va guanyar el César al millor curtmetratge de 2010.

## Biografia
Claire Burger es va formar a La Femis, al departament de muntatge, en que es va graduar el 2008.
El seu primer curtmetratge, Forbach, va guanyar premis al Festival de Canes i al Festival Internacional de Curtmetratges de Clermont-Ferrand. Aquesta pel·lícula, coescrita per Marie Amachoukeli i Samuel Theis, el seu amic de la infància, està inspirada en la vida de la família Theis i compta amb els membres reals d'aquesta família.
Claire Burger va dirigir després amb Marie Amachoukeli (Femis - Departament de Guions, classe de 2007), la pel·lícula C'est gratuit pour les filles el 2009 que obté l'any següent el César al millor curtmetratge.
El 2014 va rodar el seu primer llargmetratge, Party Girl a Moselle-Est. Aquesta pel·lícula està codirigida amb Marie Amachoukeli i Samuel Theis. Tots els actors de la pel·lícula són no professionals que viuen a Mosel·la i Sarre. La pel·lícula, amb el mateix esperit que Forbach, s'inspira lliurement en el personatge de la mare de Samuel Theis La pel·lícula va obrir la selecció Un Certain Regard al 67è Festival Internacional de Cinema de Canes el 2014.Va obtenir el Prix d'Ensemble à Un certain regard i la Caméra d'or.
El 2018, va rodar el seu segon llargmetratge, C'est ça l'amour centrat en el personatge d'un pare que el va deixar la seva dona i que va criar les seves dues filles sol. La pel·lícula està inspirada lliurement en la família de la directora i rep una molt bona acollida crítica. Va guanyar un premi al Festival de Cinema de Venècia a la selecció Dies de Venècia paral·lela a la Mostra. Al Festival des Arcs 2018, el jurat presidit per Ruben Östlund li va atorgar tres premis. Bouli Lanners, el seu actor principal, va ser guardonat amb un Magritte al millor actor el febrer de 2020, després de guanyar el premi al millor actor al Festival de Cinema de Cabourgde 2019. Claire Burger també va rebre el premi al millor director al mateix festival.
En 2020, en homenatge a L'Enfer d'Henri-Georges Clouzot, va dirigir el clip de la cançó De mon âme à ton âme de Kompromat feat. Adèle Haenel.

## Filmografia
Llargmetratges
- 2014: Party Girl
- 2018: C'est ça l'amour

Curtmetratges
- 2008: Forbach
- 2008: Toute ma vie j'ai rêvé
- 2009: C'est gratuit pour les filles (amb Marie Amachoukeli)
- 2013: Demolition Party (amb Marie Amachoukeli)